# Marcel Sicotte
Pour les articles homonymes, voir Sicotte.
Marcel Sicotte (1919-1990) est un scientifique canadien spécialiste en astronautique, pionnier de l'émission Atome et Galaxie de Radio-Canada qu'il a animé en 1964. En 1963, il avait été le premier pédagogue à qui le ministère de l'éducation du Québec avait confié la tâche de diffuser des cours télévisés de physique au programme du secondaire. Il a innové en utilisant tous les moyens techniques disponibles à l'époque pour illustrer la mécanique de Newton.
Marcel Sicotte a su vulgariser les principes de l'astronautique et ainsi permettre à toute une génération de québécois de mieux comprendre la démarche de la NASA. C'est lui qui, en 1969, a commenté pour le Canada la mission Apollo 11 (premier pas sur la Lune effectués par Neil Armstrong et Edwin Aldrin). Il a été en 1968 l'un des artisans de la réforme de l'enseignement des sciences au secondaire.